# کریفا پلانکا
شهر کریفا پلانکا (به مقدونی: Крива Паланка) با جمعیت  ۲۰٫۸۲۰   نفر  در استان شمال شرقی کشور جمهوری مقدونیه واقع شده‌است.